# Lorde (cantora)
Ella Marija Lani Yelich-O'Connor (Auckland, 7 de novembro de 1996), mais conhecida pelo nome artístico Lorde (anteriormente estilizado como LORDE) é uma cantora, compositora e produtora musical neozelandesa. Foi eleita a jovem mais influente do mundo pela revista norte-americana Time e nomeada "Mulher do Ano" pela MTV, em 2013. Tornou-se mundialmente conhecida a partir do single "Royals", que lhe rendeu o título de a mais jovem artista a conquistar o primeiro lugar da Billboard Hot 100, dos Estados Unidos, e venceu o Grammy Awards de "Canção do Ano", em 2014.

## Biografia
Ella Yelich-O'Connor nasceu em Takapuna, Auckland, a 7 de novembro de 1996. Filha de Sonja Yelich, uma premiada poetisa neozelandesa de origem croata, e Vic O'Connor, um engenheiro civil. Foi criada no subúrbio de Devonport, Auckland, ao lado de mais três irmãos, um casal de irmãos mais novos, Indy e Angelo, e uma irmã mais velha, Jerry. Ella tem ascendência croata do lado materno e irlandesa do lado paterno. Possui dupla nacionalidade, a neozelandesa e a croata.

## Carreira
Em 2009, Ella Yelich-O'Connor, com então doze anos de idade, participou de um concurso de talentos promovido pela escola dela. Interpretando a canção "Warwick Avenue", da musicista britânica Duffy, Ella Yelich-O'Connor teve a sua apresentação gravada por um pai de um amigo; a gravação acabou por parar nas mãos de Scott Maclachlan, um agente que ficou impressionado com o talento da então aspirante. Em seguida, Maclachlan entrou em contacto com Ella Yelich-O'Connor e com os seus pais, falando sobre o futuro que a jovem poderia ter como artista. Ele acabou por se tornar o empresário da cantora, conseguindo para ela um contrato com a filial da Universal Music na Nova Zelândia.

### Nome artístico
Mais tarde, Ella Yelich-O'Connor adotou como nome artístico "Lorde", que foi inspirado na fascinação que ela tinha pela aristocracia e pela realeza. No início, a cantora chegou a ter em mente 'Duke' ('duque' em português), mas rapidamente descartou por achar a expressão muito masculina. Em seguida, ela escolheu a palavra 'Lord' ('senhor' em português), que é um título de nobreza do Reino Unido. Mas como todos os lordes britânicos são homens, a artista decidiu pegar a palavra no inglês, Lord, e acrescentar a letra 'E' no final, de modo que seu nome fictício ficasse mais feminino.
Embora a expressão 'Lord' também seja vista como "senhor", Yelich-O'Connor diz que seu nome artístico não possui nada de religioso, e que é apenas uma personagem que ela "pode ligar ou desligar quando está no palco". A admiração da jovem pela realeza influenciou ainda a composição de "Royals", o single de estreia de sua carreira.

### 2009–2015:The Love ClubePure Heroine

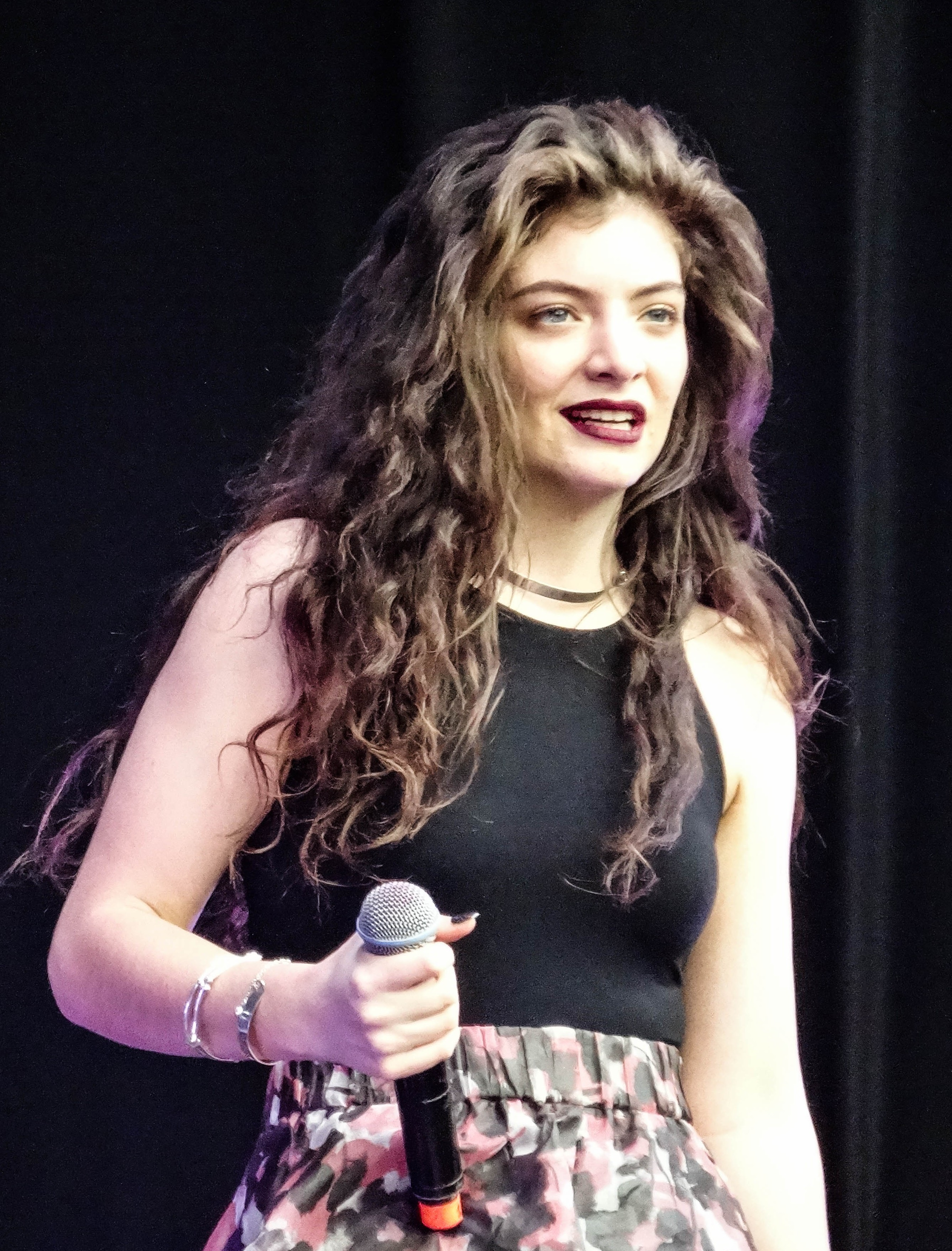
Lorde em março de 2014.

Após assinar o contrato com a Universal Music da Nova Zelândia, Lorde passou a escrever diversas canções, todas em sua casa. Ela chegava a passar 10 a 12 horas por dia e, por vezes, 50 a 60 horas por semana compondo novas faixas. No início, a gravadora da artista teve a ideia de juntá-la com outros cantores locais para uma colaboração em conjunto, mas em nenhuma das tentativas o resultado agradou a equipe da jovem, que na época tinha apenas quatorze anos. Posteriormente, Lorde classificou esta situação como "desconfortável", dizendo que muitas pessoas não a levavam a sério por conta de sua pouca idade: "As pessoas achavam que só porque eu tinha 14 anos elas teriam que fazer todo o trabalho". Logo depois, ela passou a contar com a ajuda do produtor musical Joel Little, que auxiliou a intérprete a se encontrar musicalmente. Juntos, os dois trabalharam em diversas faixas, inclusive as presentes nos discos Love Club e Pure Heroine. Por diversas vezes, por exemplo, Lorde escrevia versos no seu laptop para mostrar depois a Little.
O primeiro extended play (EP) da artista, The Love Club, foi liberado digitalmente em março de 2013 e disponibilizado em versão CD em maio . Contendo cinco faixas, o disco recebeu comentários bastante positivos da crítica especializada e suas vendas o fizeram aparecer nas paradas musicais da Nova Zelândia, Austrália e Estados Unidos. Lançado como primeiro single de divulgação, "Royals" atingiu a primeira posição na Nova Zelândia, no Canadá, no Reino Unido e nos Estados Unidos; neste último país, a canção ficou no topo por nove semanas consecutivas. "Tennis Court" foi promovida como single seguinte da carreira de Lorde, rendendo à cantora seu segundo número um na Nova Zelândia.
No dia 12 de setembro de 2013, Lorde divulgou um novo single, "Team", lançada como sua segunda canção de trabalho nos Estados Unidos e terceira no mercado mundial. A canção obteve um desempenho comercial bastante favorável, atingindo a 7.ª posição na Billboard Hot 100 em fevereiro de 2014. O seu primeiro álbum de estúdio, Pure Heroine chegou ao mercado em 30 de setembro de 2013, mas uma semana antes a MTV e a VH1 disponibilizaram o áudio completo do álbum para os fãs ouvirem online antes do lançamento. Com o álbum, Lorde recebeu quatro indicações ao Grammy Awards, ainda em 2013, vencendo nas categorias: "Canção do Ano" e "Melhor Performance Pop do Ano", por "Royals", com apenas 17 anos.

### 2014–2018:The Hunger Games: Mockingjay - Part 1eMelodrama
Em 31 de julho de 2014, a Lionsgate — estúdio responsável pela produção das adaptações cinematográficas da série The Hunger Games — anunciou que Lorde escreveria e interpretaria o primeiro single da trilha sonora de The Hunger Games: Mockingjay - Part 1, terceiro filme da saga, lançada pela Republic Records — também gravadora da cantora. A faixa foi lançada para download digital no dia 29 de setembro de 2014.
No dia 23 de fevereiro de 2015, uma nota divulgada por uma revista britânica em uma entrevista com o produtor de Lorde, Joel Little, foi confirmado que a cantora entraria em estúdio para a produção do sucessor de Pure Heroine a partir do mês de março. No dia 2 de março de 2017, Lorde lançou o single Green Light, junto com seu clipe, e a capa do disco novo, Melodrama. Após o lançamento do disco, em 2017, Lorde passou por uma separação amorosa com James Lowe, e relatou à Vogue, que sua inspiração e apoio no momento, foi a canadense, Nelly Furtado: "Eu acho que quando você amadurece e você passa por um término é tipo - eu só não quero pensar nisso e eu quero beber tequila e dançar ao som de Nelly Furtado".

### 2019–presente:Going South,Solar PowereVirgin
Lorde revelou em maio de 2020 que começou a trabalhar em seu próximo terceiro álbum de estúdio com Antonoff após a morte de seu cachorro Pearl. Em novembro de 2020, ela anunciou o lançamento de Going South, um livro que documenta sua visita de janeiro de 2019 à Antártica com fotos tiradas pela fotógrafa Harriet Were.

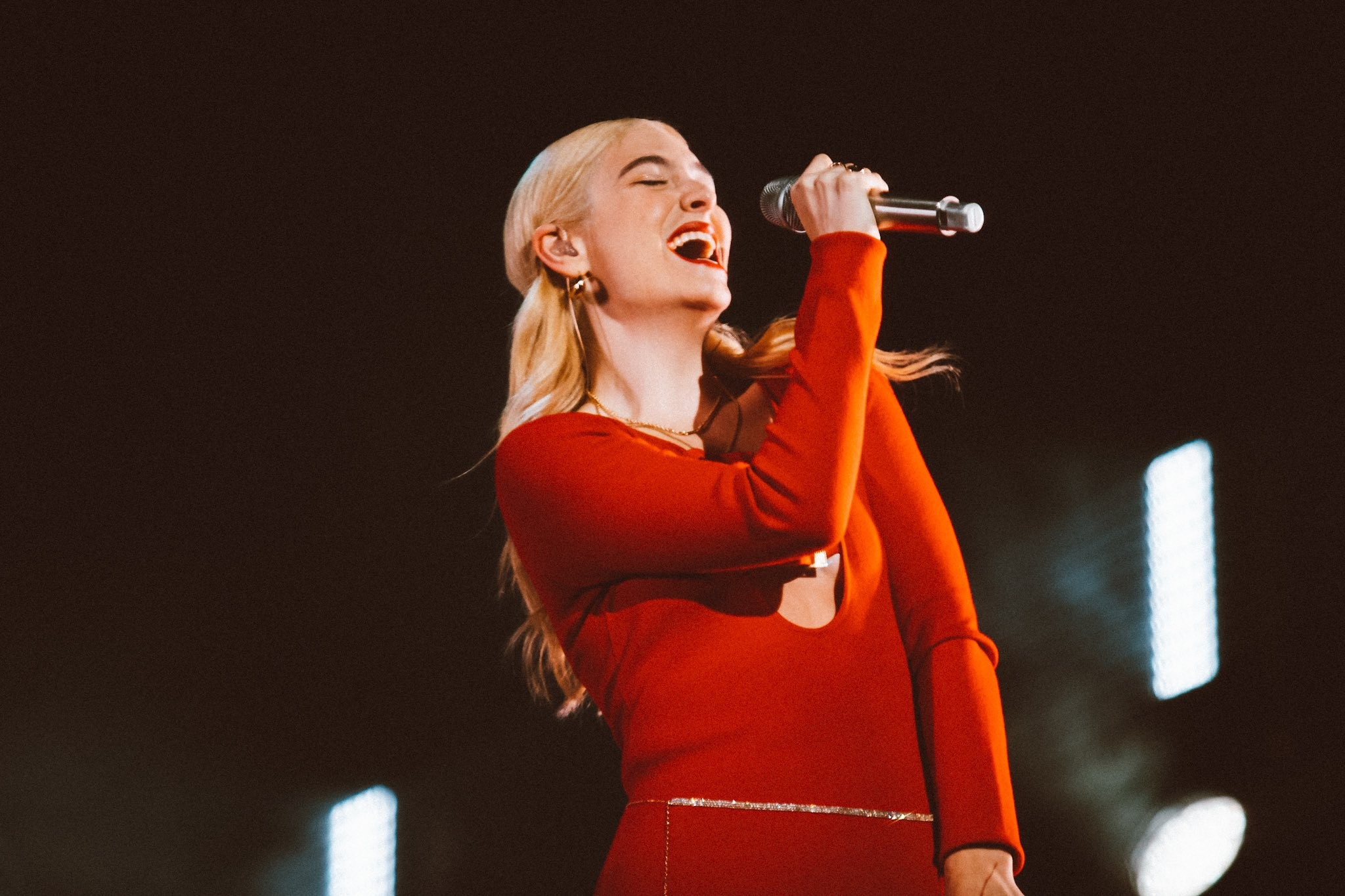
Lorde performando no Primavera Sound São Paulo, em novembro de 2022.

Em maio de 2021, Lorde foi anunciada como a atração principal do festival Primavera Sound de junho de 2022, seu primeiro show ao vivo em mais de dois anos. Em 7 de junho de 2021, Lorde postou uma imagem em seu site com a legenda "Energia solar", junto de uma mensagem: "Chegando em 2021… Paciência é uma virtude." "Solar Power" foi lançada em 10 de junho de 2021, como o single principal de seu próximo álbum de estúdio de mesmo nome.
Em junho de 2024, Lorde colaborou com Charli xcx em uma versão remix da canção "Girl, So Confusing". Em abril de 2025, Lorde anunciou por meio de um vídeo no TikTok o seu novo single, "What Was That", quebrando seu hiato de 4 anos. No dia 23 de abril, levou seus fãs ao Washington Square Park em Nova Iorque, e com um palco de madeira e uma caixa de som, tocou a versão final e completa de "What Was That". O evento era pra acontecer na manhã do dia 23, mas depois, o parque ficou extremamente lotado, forçando os policiais barrarem o evento e disserem para as pessoas se dispersarem, mesmo com o aviso, à noite, Lorde apareceu. No mesmo dia, anunciou o single para o dia seguinte, quinta-feira, 24 de abril.
Em 30 de abril, Lorde anunciou que o seu quarto álbum de estúdio, Virgin, seria lançado em 27 de junho. Dois singles adicionais, "Man Of The Year" e "Hammer", antecederam o lançamento do álbum. No dia de lançamento de Virgin, Lorde performou todas as faixas que integram o álbum em uma aparição surpresa no Festival Glastonbury. O disco estreou em primeiro lugar nas paradas oficiais da Austrália e Reino Unido.
Para promover Virgin, Lorde anunciou sua quarta turnê mundial, a Ultrasound World Tour, incialmente com apresentações em arenas pela América do Norte, Europa e Oceania.

## Estilo musical
|                                                                                          |  |  |
| A banda Fleetwood Mac e o cantor Lou Reed estão entre as principais influências de Lorde |  |  |

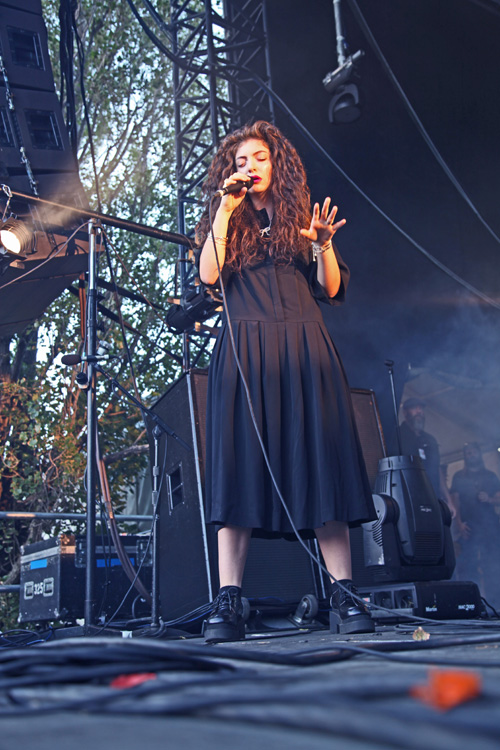
Lorde durante apresentação em Sydney, na Austrália.

Lorde compõe todas as suas músicas. Até os treze anos, ela escrevia contos, mas com o passar do tempo, a artista passou a se dedicar a criar canções; no início, de forma despretensiosa, mas com o passar do tempo, ela foi se aperfeiçoando durante a criação de suas composições. A primeira música que ela escreveu chamava-se "Dope Ghost" e foi inspirada no tema "Kids" de Larry Clark. Para o The Love Club e Pure Heroine, ela contou com o auxílio de Joel Little, que produziu todas as faixas dos dois discos. De acordo com a cantora, a parceria dela com Little só deu certo porque ele não é o tipo de produtor "que gosta de colocar grandes assinaturas em suas músicas".
Lorde é constantemente comparada à artistas como Sky Ferreira, Florence and the Machine, Lana Del Rey e Grimes. Ainda foi comparada à compatriota Kimbra por escrever suas canções, bem como aos norte-americanos Beyoncé Knowles e The Weeknd. A artista revelou que para gravar seu extended play The Love Club ela usou como influências a artista Lana Del Rey e os rappers Jay-Z e Kanye West ao ouvir o disco em parceria dos artistas, Watch the Throne.
A voz dela foi descrita como um cruzamento entre Adele e Ellie Goulding.

## Filantropia e outras atividades
Em 2013, "The Love Club" foi incluído na compilação Songs for the Philippines, junto com canções como "Let It Be" dos Beatles, "Stronger (What Doesn't Kill You)" de Kelly Clarkson e "Feel This Moment de Pitbull com Christina Aguilera. A receita seria doada para as Filipinas, a fim de ajudar mais de 13 milhões de pessoas afetadas pelo tufão Haiyan. Em dezembro do mesmo ano, Lorde ajudou a arrecadar dinheiro em sua comunidade local. Em setembro de 2014, fez cover de "God Only Knows" dos Beach Boys com outros artistas como Emeli Sandé, Elton John, Kylie Minogue, entre outros, a fim de arrecadar dinheiro para a fundação Children in Need. Em 5 de junho de 2014, a intérprete lançou uma linha de batons e delineadores para a MAC Cosmetics, nas cores mais utilizadas por ela.

## Discografia
Álbum de estúdio
- Pure Heroine (2013)
- Melodrama (2017)
- Solar Power (2021)
- Virgin (2025)

## Turnês
- Pure Heroine Tour (2013-2014)
- Melodrama World Tour (2017-2018)
- Solar Power Tour (2022-2023)
- Ultrasound World Tour (2025)

## Filmografia
| Ano  | Título              | Papel     | Notas                                |
| ---- | ------------------- | --------- | ------------------------------------ |
| 2017 | Saturday Night Live | Ela mesma | Episódio: "Scarlett Johansson/Lorde" |